# Orderic Vitalis
Orderic Vitalis (1075 - c. 1142) fou un cronista anglès que escrigué una de les grans cròniques sobre l'Anglaterra dels segles xi i xii.

## Biografia
Era el fill més gran d'un sacerdot francès, Odeler d'Orleans, que ingressà al servei de Roger de Montgommery, primer comte de Shrewsbury, i havia rebut del seu patró una capella en aquella ciutat. Quan Orderic tenia cinc anys, els seus pares l'enviaren amb un sacerdot anglès, anomenat Siward, que dirigia una escola a l'església de Shrewsbury. Quan complí els onze anys entrà com a novici al monestir normand d'Ouche, que el comte Roger havia perseguit anteriorment però, en els seus anys posteriors, carregà de relíquies. El respecte d'Orderic per la professió monàstica és demostrat per la seva pròpia jubilació, uns quants anys més tard, a una casa religiosa que el comte Roger havia fundat a petició seva. Però de jove, Orderic se sentí en una terra estranya. Quan arribà a Normandia no entenia ni una paraula de francès; el seu llibre, encara que s'escriu molts anys més tard, mostra que mai no perdé l'afecte a la seva Anglaterra natal.
Els seus superiors monàstics el rebatejaren amb el nom de Vitalis perquè els era molt difícil pronunciar el seu nom baptismal. Finalment acabà adoptant aquest sobrenom.
La seva vida enclaustrada fou tranquil·la. Es convertí en diaca el 1093 i en sacerdot el 1107. Marxà del monestir en unes quantes ocasions per, segons les seves cròniques, visitar Croyland, Worcester, Cambrai (1105) i Cluny (1132). Però convertí la literatura en la seva passió, i durant molts anys sembla que es passà els estius en el seu "scriptorium".
Els seus superiors li ordenaren que escrigués la història de Sant Evroul. El resultat fou l'Historia Ecclesiatica (Història Eclesiàstica), que s'acabà convertint en una autèntica crònica general de la seva pròpia època. Tot i que Orderic no presencià cap gran esdeveniment, fou sempre ben informat de l'actualitat, tant militar com política, a causa dels molts soldats i nobles que passaven pel monestir d'Evroul-en-Ouche. Malgrat un estil molest i afectat, és un narrador àgil. Llança una inundació de llum a les conductes i idees de la seva pròpia edat i a vegades comenta amb una sagacitat sorprenent els aspectes més generals de les tendències de la història. La seva lloable feina s'estroncà el 1041 a causa de la seva vellesa. Morí l'any 1142.

### Composició de l'obra
L'Historia ecclesiastica es compon de tretze llibres que es pot reagrupar en diverses temàtiques:
- Llibres I i II - Història dels començaments de la Cristiandat;
- Llibres III a V - Conquestes d'Anglaterra i de la Itàlia del sud;
- Llibre VI - Història del monestir de Saint-Evroult. Fou de fet el primer llibre redactat pel monjo;
- Llibres VII a XIII - Història de la Cristiandat a partir de 1083.

### Principals edicions de l'Historia ecclesiastica
- Historia ecclesiastica, publicada par Duchesne, segle xvii. És la primera edició del text de Vital;
- Histoire de Normandie, ed. François Guizot, trad. Louis Du Bois, 4 volums, 1825-1827.
  - reedició en facsimil, Condé-sur-Noireau, C. Corlet, 2001-2002,
  - reedició en 5 volums, Clermont-Ferrand, Paleo, 2003-2004, t. 1 : ISBN 2849090328; t. 2 : ISBN 2849090506; t. 3 : ISBN 2849090549; t. 4 : ISBN 2849090670; t. 5 : ISBN 2849090689;
- Historiae ecclesiasticae, ed. Auguste Le Prévost i Léopold Delisle, 5 volums, París, 1838-1855 ;
- The Ecclesiastical History of Orderic Vitalis, ed. Marjorie Chibnall, 6 vol., Oxford, 1969-1980.

### L'Historia ecclesiasticaen línia
- Histoire de Normandie. Es tracta de l'edició de François Guizot de 1825 a 1827.[2]
- Accés directe a Gallica (comprèn motor de recerca del text): volum I, volum II, volum III, volum IV.
- Accés directe a Google Llibres (motor de navegació i motor de recerca de text diferents del de Gallica): volum I, volum II, volum III, volum IV.